# SŽD-Baureihe ЧС8
Die SŽD-Baureihe ЧС8 (deutsche Transkription TschS8) der Sowjetischen Eisenbahnen (SŽD) war die Variante der gleichzeitig entstandenen Gleichstromlokomotiven SŽD-Baureihe ЧС7 für das Wechselstromnetz mit 25 kV und 50 Hz. Die Loks wurden von 1983 bis 1989 von Škoda in Plzeň gefertigt und sind 2014 überwiegend in der Ukraine eingesetzt.

## Geschichte

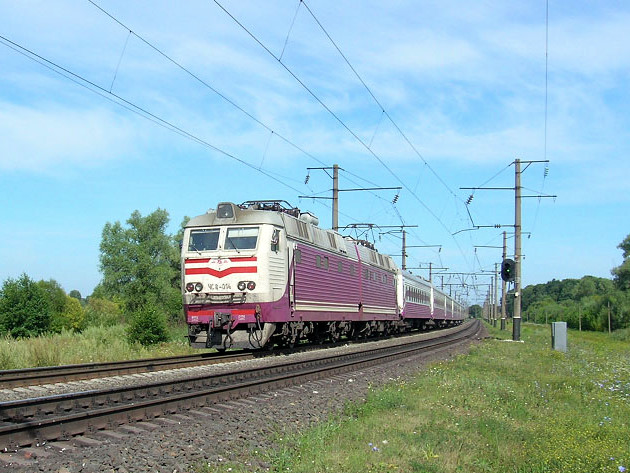
ЧС8.014 im Gebiet Kirow

In den 1980er Jahren sollten die Reisezüge bei den SŽD erheblich verlängert und beschleunigt werden. Es wurde in manchen Gebieten von einer Zuglänge von 32 Wagen bei einer Geschwindigkeit bis zu 180 km/h gesprochen. Dafür kam nur eine achtachsige Lokomotive infrage. Für die Arbeit im Gleichstrom-Bereich entstand bei Škoda in Plzeň die Reihe ЧС7, für den Wechselstrom-Bereich entstand 1983 im selben Werk unter der Werksbezeichnung 81E0 die ЧС8.001. Im selben Jahr wurde die zweite Versuchslokomotive ЧС8.002 ausgeliefert.
Die bis 1989 folgenden Serienmaschinen unterschieden sich von den Prototypen. Besonders das Lokführerpult war geändert. Bei den Serienlokomotiven wurden verschiedene analoge Anzeigen durch digitale ersetzt.
Nachdem die ЧС8.001 in der damaligen Tschechoslowakei und die ЧС8.002 in der UdSSR eingehend erprobt wurden, wurden sie zum Regelbetrieb dem Depot Kiew P übergeben, wo sie in den Betriebsversuch und auf verschiedene Ausstellungen geschickt wurden.
1987 wurden 30 Lokomotiven unter der Werksbezeichnung 81E1 gebaut, 1989 folgten die letzten 50 Fahrzeuge unter der Werksbezeichnung 81E2. Die ЧС8 der ersten Serienlieferungen (bis zu der Betriebsnummer 030) und die letzten Lieferungen (Betriebsnummer 070 bis 082) gingen an das Depot Kiew P, die Seriennummern 031 bis  069 an das Depot Тимашевская der Sewero-Kawkasskaja schelesnaja doroga.
Die Prototyplokomotiven wurden später technisch in die Reihe 81E2 umgestaltet. Die Lokomotive ЧС8.001 wurde bei einem Brand schwer beschädigt, danach wiederaufgebaut und dem Depot Kiew P übergeben. Einige Lokomotiven wie die ЧС8.022 wurden nach Unfällen so schwer beschädigt, dass sie verschrottet werden mussten, ein Teil der Lokomotiven wurden auf Grund eines deformierten Rahmens ausgemustert. Die ЧС8.079 brannte nach einem Zusammenstoß völlig aus, sie wurde daraufhin zerlegt.

## Technische Beschreibung

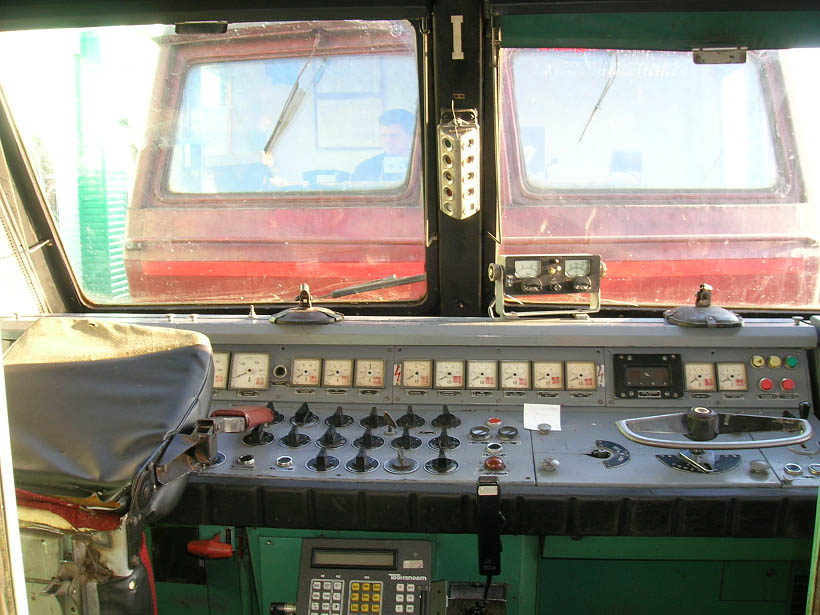
Fahrerpult der ЧС8

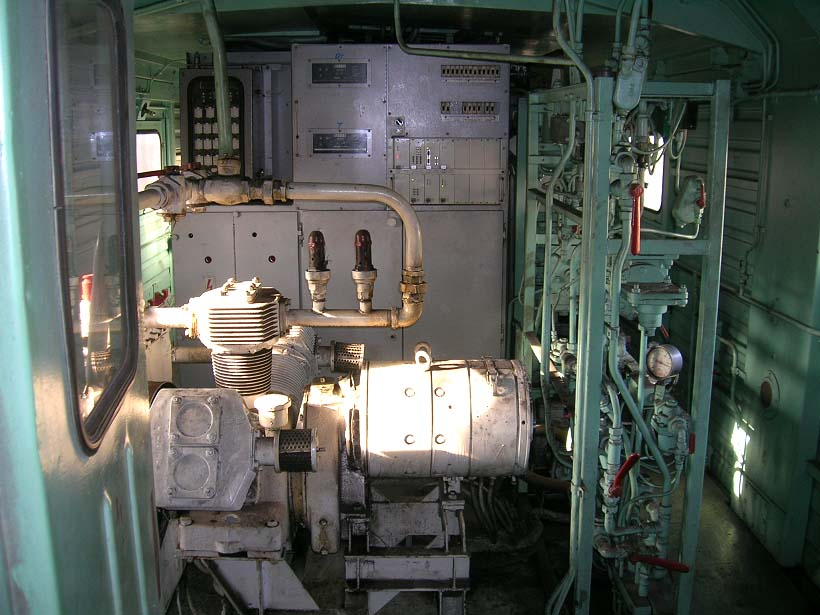
Der hintere Teil des Maschinenraums

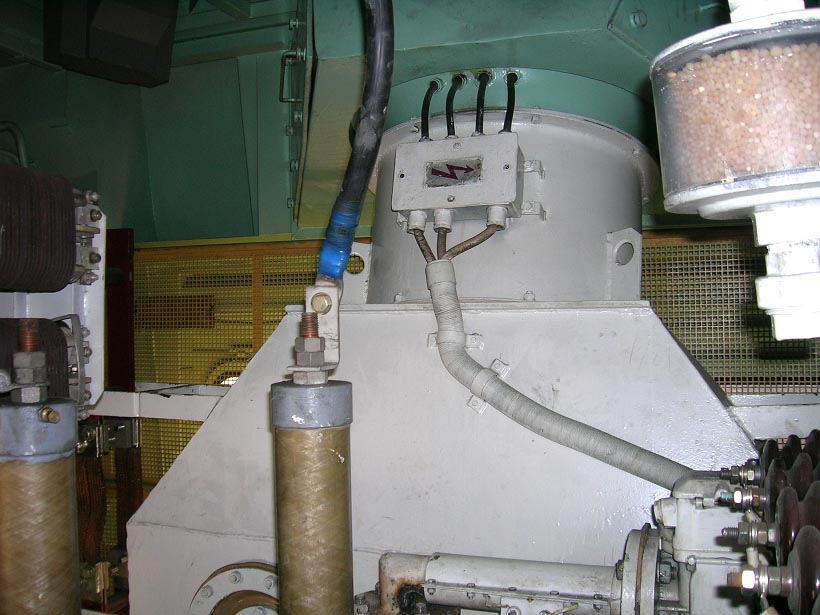
Kühlventilator für das Transformatorenöl

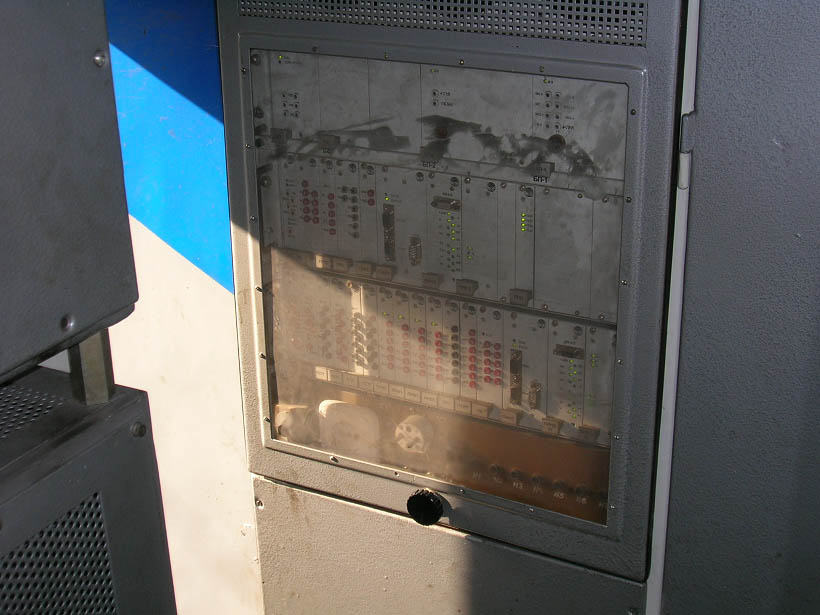
Block der Hilfsmaschinen UNIPULS81A

Die Lokomotive ist eine Zweisektionslokomotive, wobei auf jeder Sektion ein Traktionstransformator vom Typ SL-66/3749/54, zwei Hauptschalter, zwei Stromabnehmer, ein Motorkompressor und drei Motorventilatoren installiert sind.
Der mechanische Teil der Lokomotive stimmt im Wesentlichen mit dem der Reihe ЧС7 überein. Änderungen ergaben sich durch die Anwendung der kompakteren Traktionsfahrmotoren. Dadurch verringerte sich der Achsstand der Drehgestelle um 250 mm.  Die Laufwerke zeigten viele Gemeinsamkeiten mit dem der ČSD-Baureihe ES 499.0 und ČSD-Baureihe ES 499.1. Die Lokführerkabinen sind mit Klimaanlage ausgerüstet.
Der elektrische Bereich war im Unterschied zur Gleichstrom-Maschine anders. Außer dem zusätzlichen Transformator ergaben sich Änderungen in der Steuerung und den Hilfsbetrieben. Der Transformator ist ölgekühlt ausgeführt. Ein Ölkühler und Einrichtungen zur Motor-Ventilation des Transformatorenöles sind am Seitenteil des Transformators angefügt. Der Fahrschalter der Lokomotive ist wie bei den ЧС4 und ЧС4т ausgeführt. Der Antrieb der vom Fahrschalter ausgegebenen Fahrstufen erfolgt durch einen elektropneumatischen Antrieb nach dem System Škoda. Die Traktionsfahrmotoren in Gleichstrom-Bauweise erhalten ihre Speisung über zwei Gleichrichtereinheiten, zwei Fahrmotoren in jeder Sektion sind jeweils in Parallelschaltung angeordnet. Die Gleichrichtereinheit besteht aus 24 Dioden. Drei Motorventilatoren kühlen die elektrischen Einrichtungen der Lokomotive; der Motorventilator 1 und Motorventilator 2 kühlen die Fahrmotoren, die Gleichrichtereinheit und einige Hilfsbetriebe, der Motorventilator 3 den Traktionstransformator. Der Wandlerblock UNIPULS konnte die Spannung für den Kompressorantrieb und den Lüfterantrieb auf einen Sparbetrieb mit ermäßigter Spannung regeln. Er sorgte für einen weichen Anlauf des Kompressors und verwaltete die Anregung der Elektrofahrmotoren im Regime der Widerstandsbremse.

## Einsatz der Lokomotiven

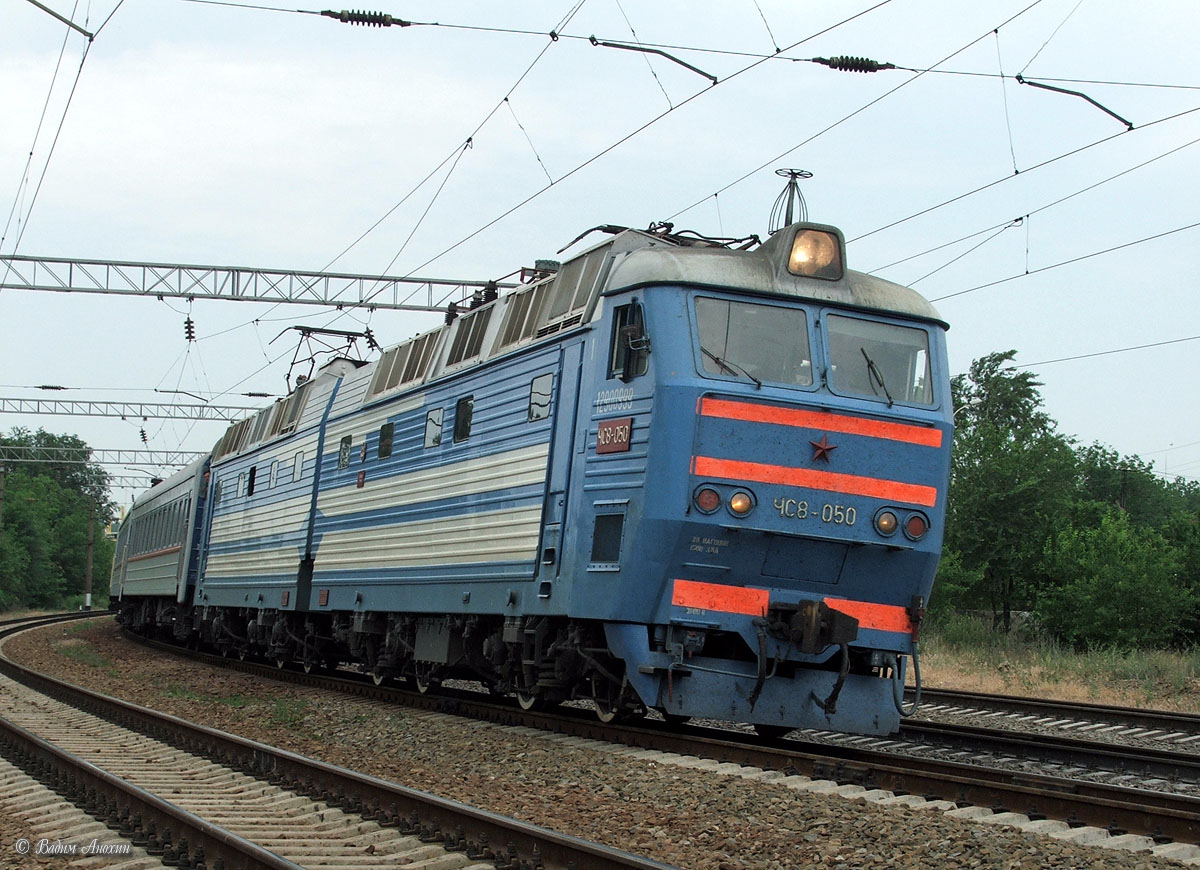
ЧС8.050

Anfangs ergaben sich bei dem Einsatz der Lokomotiven Probleme. Der elektronische Block arbeitete aufgrund nicht ausreichender Kühlung unzuverlässig. Daraufhin wurde beim Block UNIPULS ein zusätzlicher Kühlventilator eingebaut, was die Zuverlässigkeit der Lokomotive steigerte.
Betrieben wurden die Lokomotiven anfangs in den Depots Kiew P in der Ukraine und im Depot Тимашевская der Sewero-Kawkasskaja schelesnaja doroga. Bei letzterer wurden die Lokomotiven an festes Personal gebunden, wodurch sich ihre Zuverlässigkeit erhöhte und der Betrieb erleichtert wurde. Allerdings soll sich die Zuverlässigkeit der elektronischen Blöcke wieder verschlechtert haben, weshalb einige Einsatzstellen die Verwendung der einfacher gebauten ЧС4т und ЧС4 bevorzugen.
Im Frühjahr 2014 wurden die 40 Maschinen der Sewero-Kawkasskaja schelesnaja doroga im Zuge der Umstellung der größten wichtigen Züge auf die Bespannung mit der RŽD-Baureihe ЭП20 an folgende Eisenbahnen abgegeben:
- 15 Lokomotiven an die Belaruskaja tschyhunka
- 25 Lokomotiven an die Ukrsalisnyzja (Depot Brjansk)

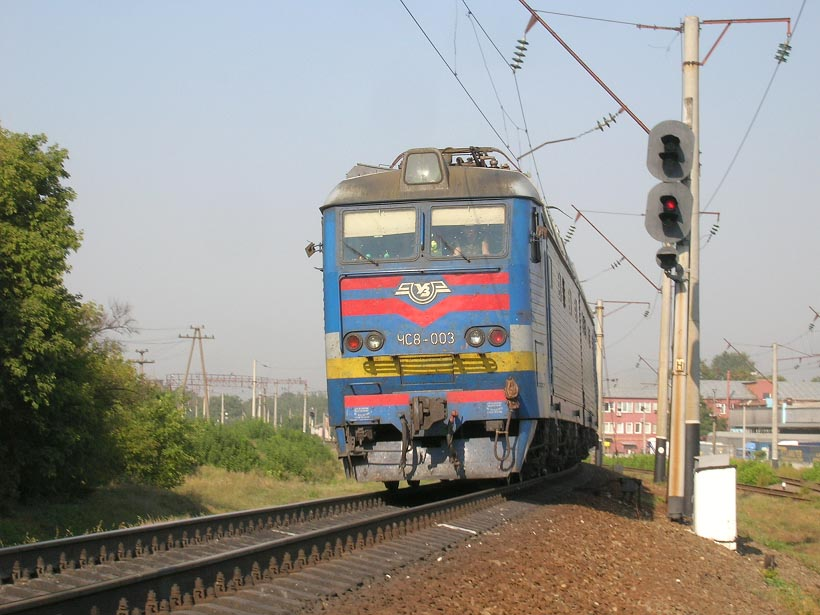
ЧС8.003 bei Myrhorod
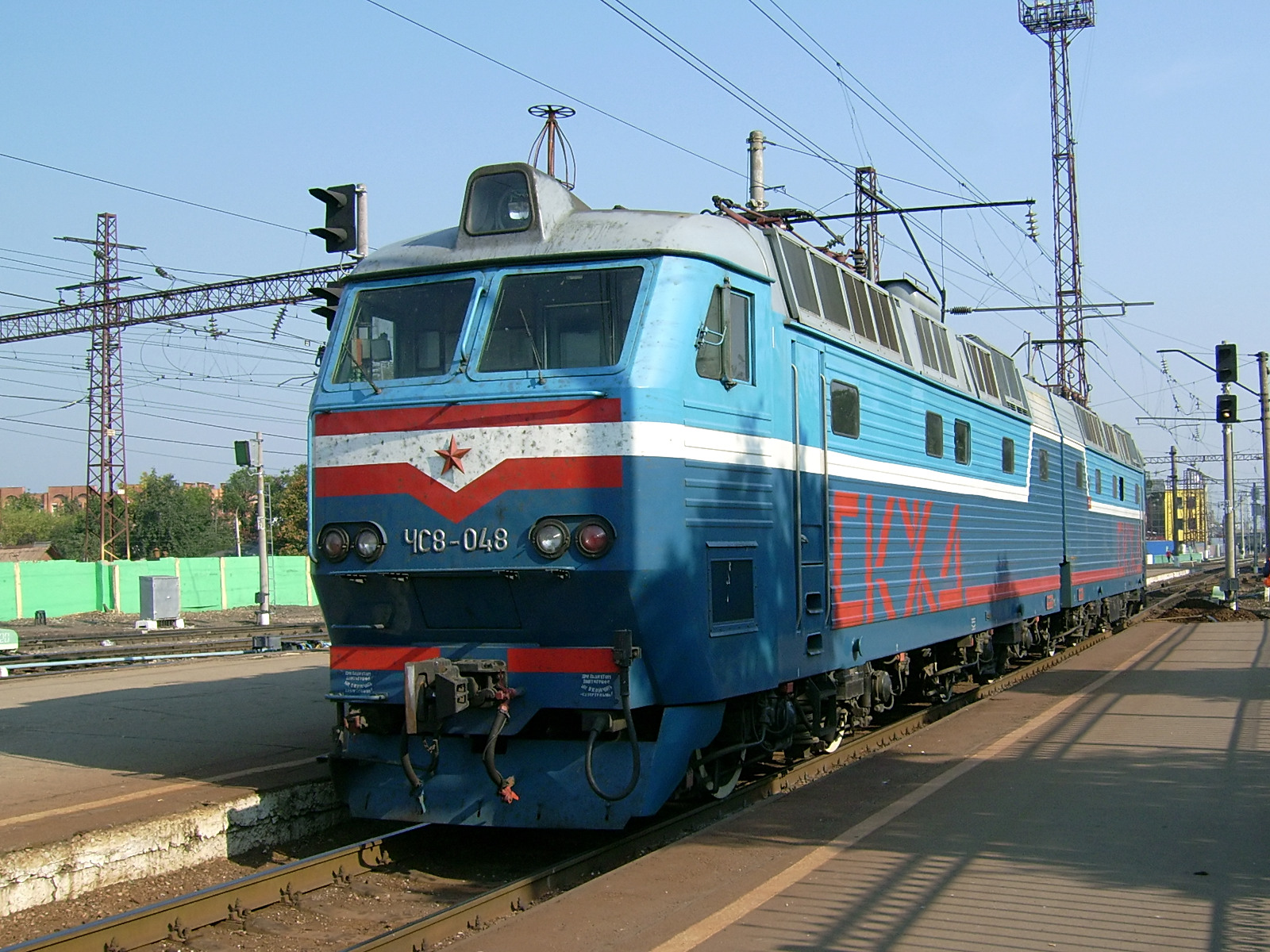
ЧС8.048 bei Rjasan
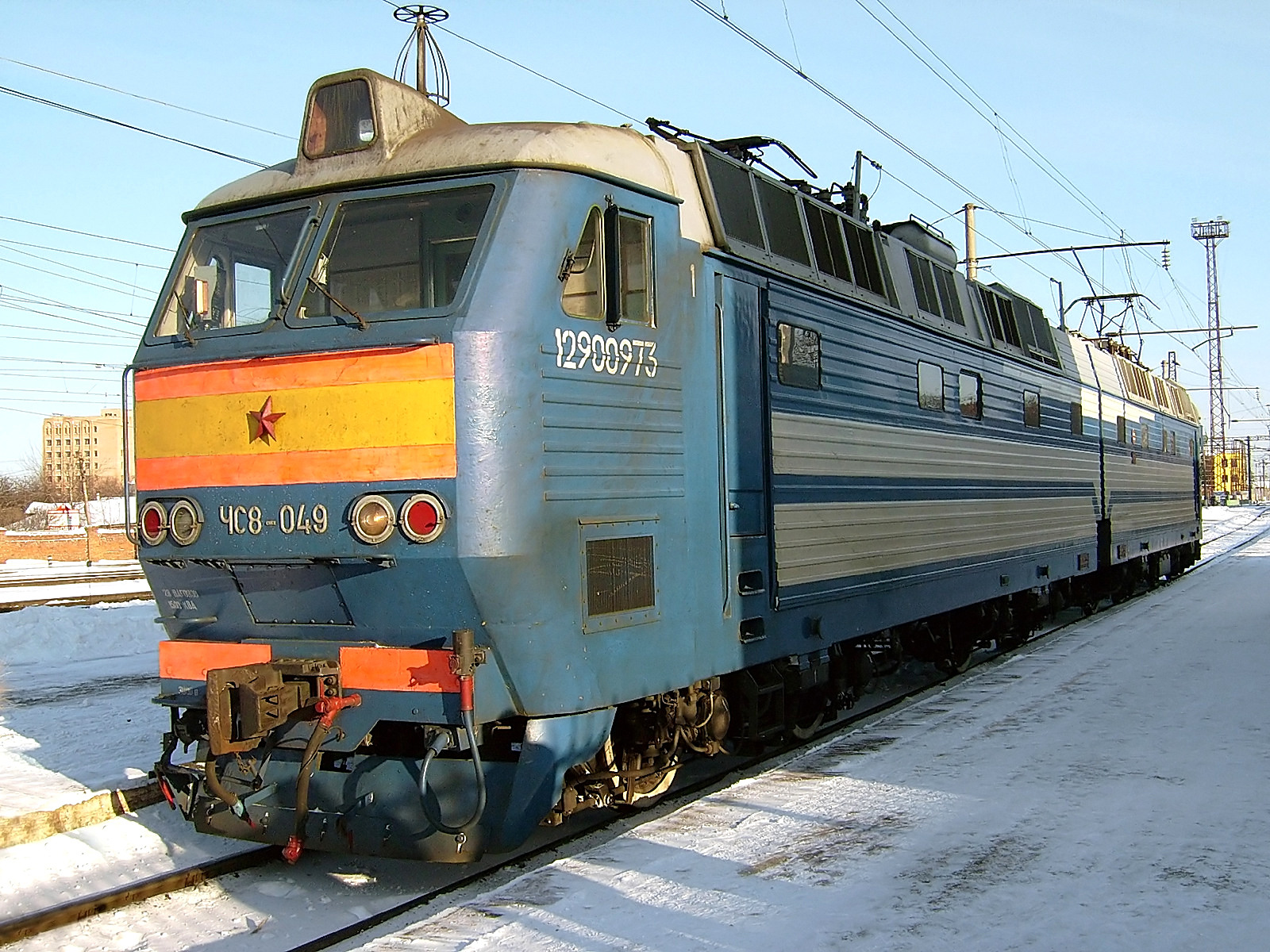
ЧС8.049 bei Rjasan
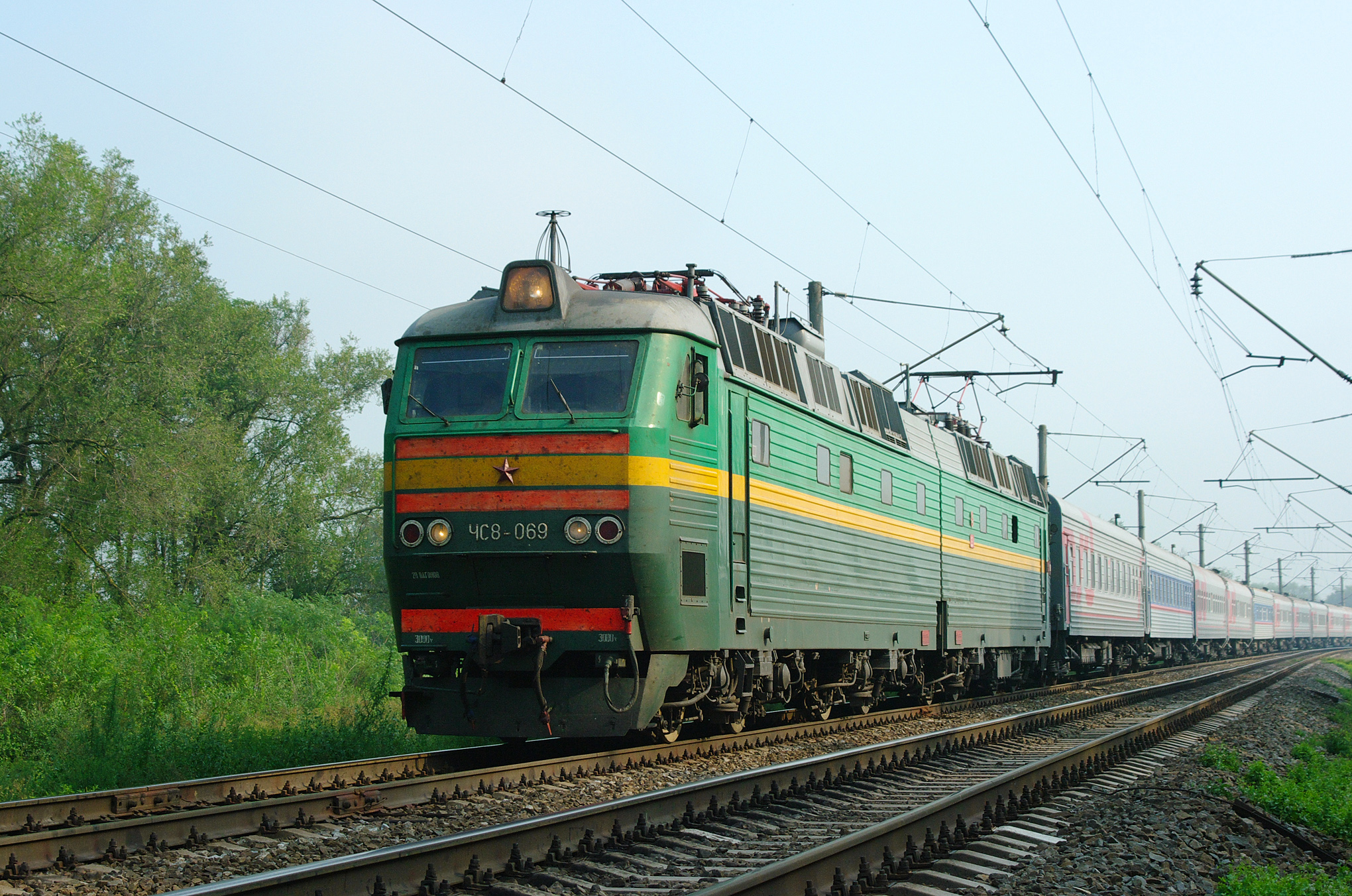
ЧС8.069 bei Орловка
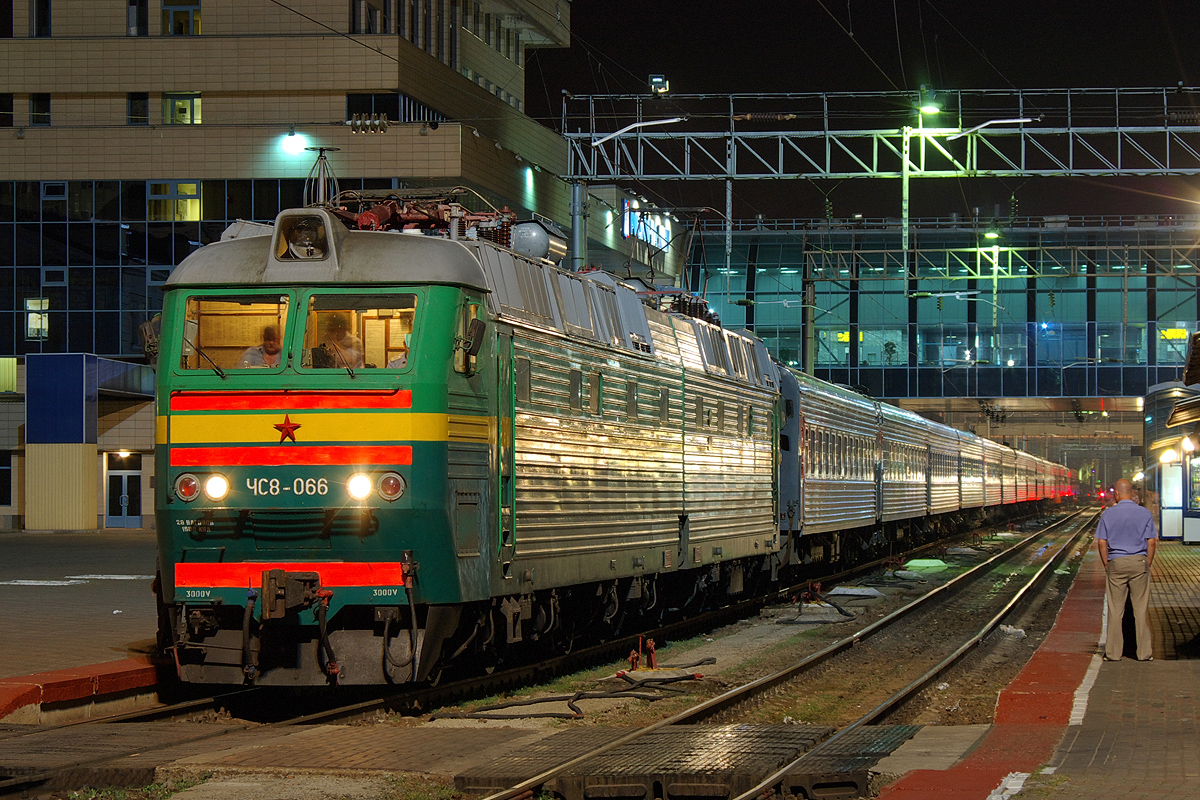
ЧС8.066 bei Rostow am Don
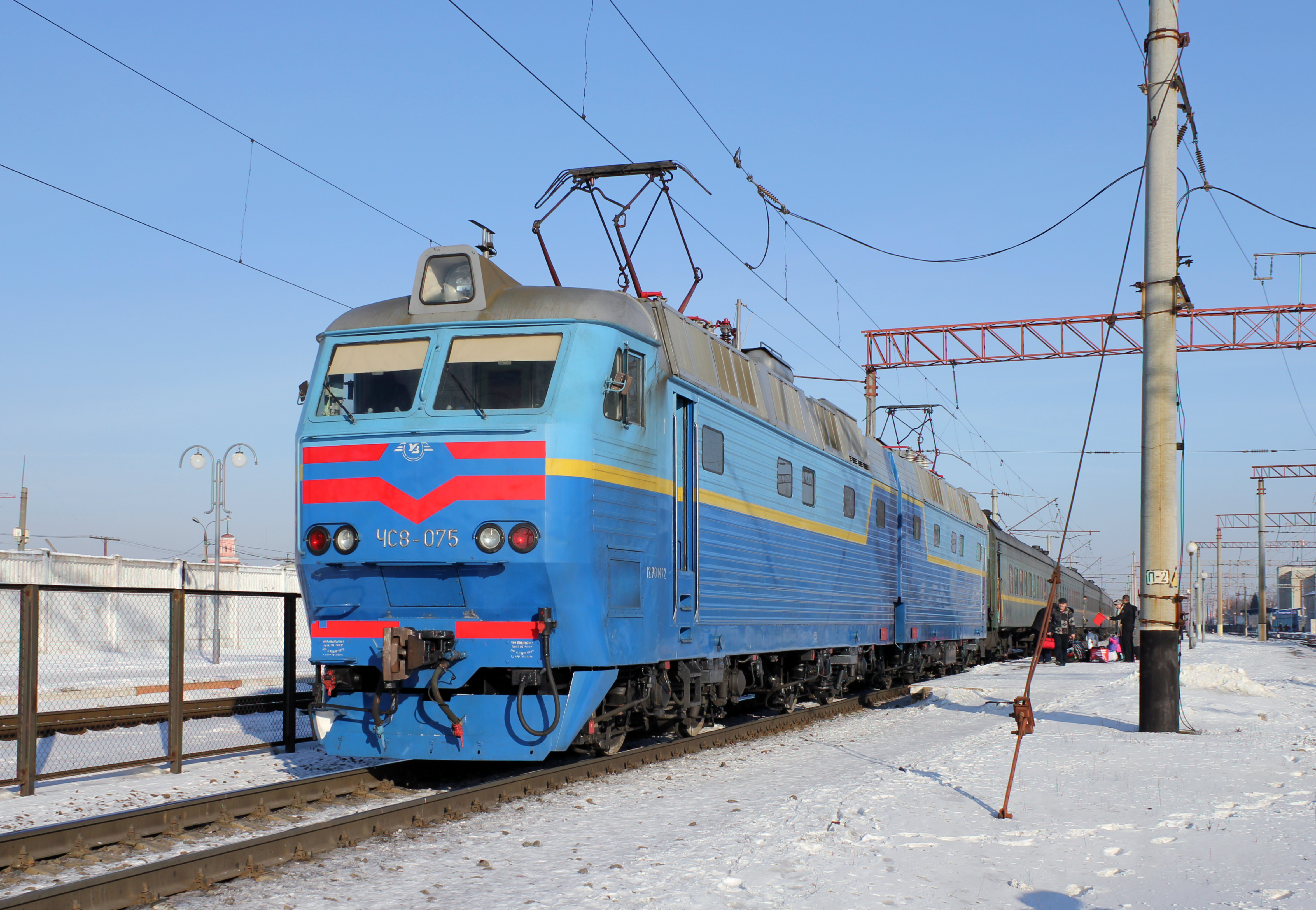
ЧС8.075 bei Winnyzja